# 貝爾維尤鎮區 (密蘇里州華盛頓縣)
貝爾維尤鎮區（英語：Belleview Township）是位於美國密蘇里州華盛頓縣的一個行政鎮區。

## 地方資料
貝爾維尤鎮區的面積為86.76平方千米，皆為陸地。根據2020年美國人口普查的數據，當地共有人口970人，而人口密度為每平方千米11.18人。